# Рогачёв, Борис Васильевич
Борис Васильевич Рогачёв — кандидат технических наук, известный геофизик, электроразведчик, отличник разведки недр. Один из создателей метода СДВР (сверхдлинных радиоволн) — модификации метода радиокип, получившего широкое распространение при поисках и картировании месторождений золота, цветных металлов, кимберлитовых трубок. Автор  50 публикаций, монографии и пяти авторских свидетельств.

## Биография
В 1952 году заканчивает геофизический факультет МГРИ. Далее работает в  НИГРИЗолото – ЦНИГРИ, где занимает должности от младшего научного сотрудника до заведующего лабораторией геофизических методов (1969–1984). Разрабатывает  новые методы и аппаратуру для поисков и разведки месторождений золота, цветных металлов и алмазов.
При его  участии создан электроразведочный метод «искатель жил» и аппаратура для его реализации. Под руководством Б.В.Рогачева для поисков и разведки сульфидных месторождений разработан оригинальный метод заряда на переменном токе с измерением магнитного поля и аппаратура  «Алдан-1», которые успешно использовались на медноколчеданных месторождениях Якутии и Южного Урала.
С 80-х годов его деятельность направлена на разработку  основ комплексирования геофизических методов с целью поисков и разведки золоторудных месторождений. Участвовал  в создании прогнозных карт золотоносности Северо-Востока России,  экспертные работ в Болгарии и Швеции.
Умер в марте 2012 года.

## Награды
- медаль «За доблестный труд»
- знак «Отличник разведки недр»